# La vida de Juan el Bautista

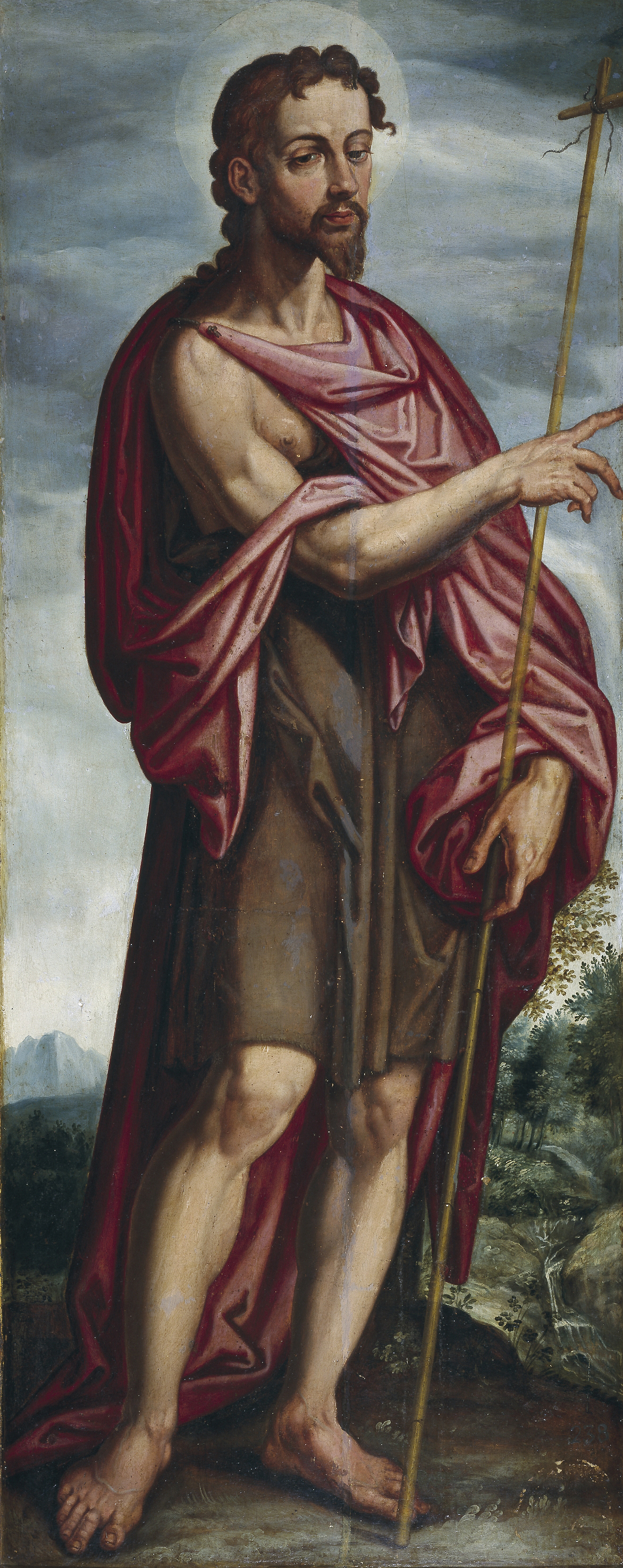
San Juan Bautista, por Francisco Pacheco, 1608. Museo del Prado.

La vida de Juan el Bautista es un libro de los apócrifos del Nuevo Testamento, supuestamente escrito en griego por Serapión, obispo de Thmuis en 390 d. C.  El texto es una biografía ampliada del bíblico Juan Bautista.

## Contenido
Tony Burke, profesor asociado de cristianismo primitivo de la Universidad de York, describe la vita como:
comienza con una armonía de detalles sobre el nacimiento de Juan tomados del Evangelio de Lucas y el Evangelio de la infancia de Santiago, terminando con la muerte de Zacarías e Isabel que huyen de los soldados de Herodes hacia el desierto.  Después de cinco años, cuando Juan tiene siete años y seis meses, Isabel muere, portentosamente el mismo día que Herodes el Grande. Jesús, “cuyos ojos ven el cielo y la tierra” (7: 3), ve a Juan afligido y se lleva a sí mismo ya María al desierto en una nube.  Entierran a Isabel y luego Jesús y María permanecen con Juan durante siete días, enseñándole cómo vivir en el desierto. Entonces María y Jesús regresan a Nazaret, dejando a Juan bajo la protección de Gabriel y vigilado por las almas de sus padres.  Luego, el texto cambia a la carrera adulta de Juan y la historia de Herodes Antipas y su romance con la esposa de Felipe, Herodías.

## En el arte

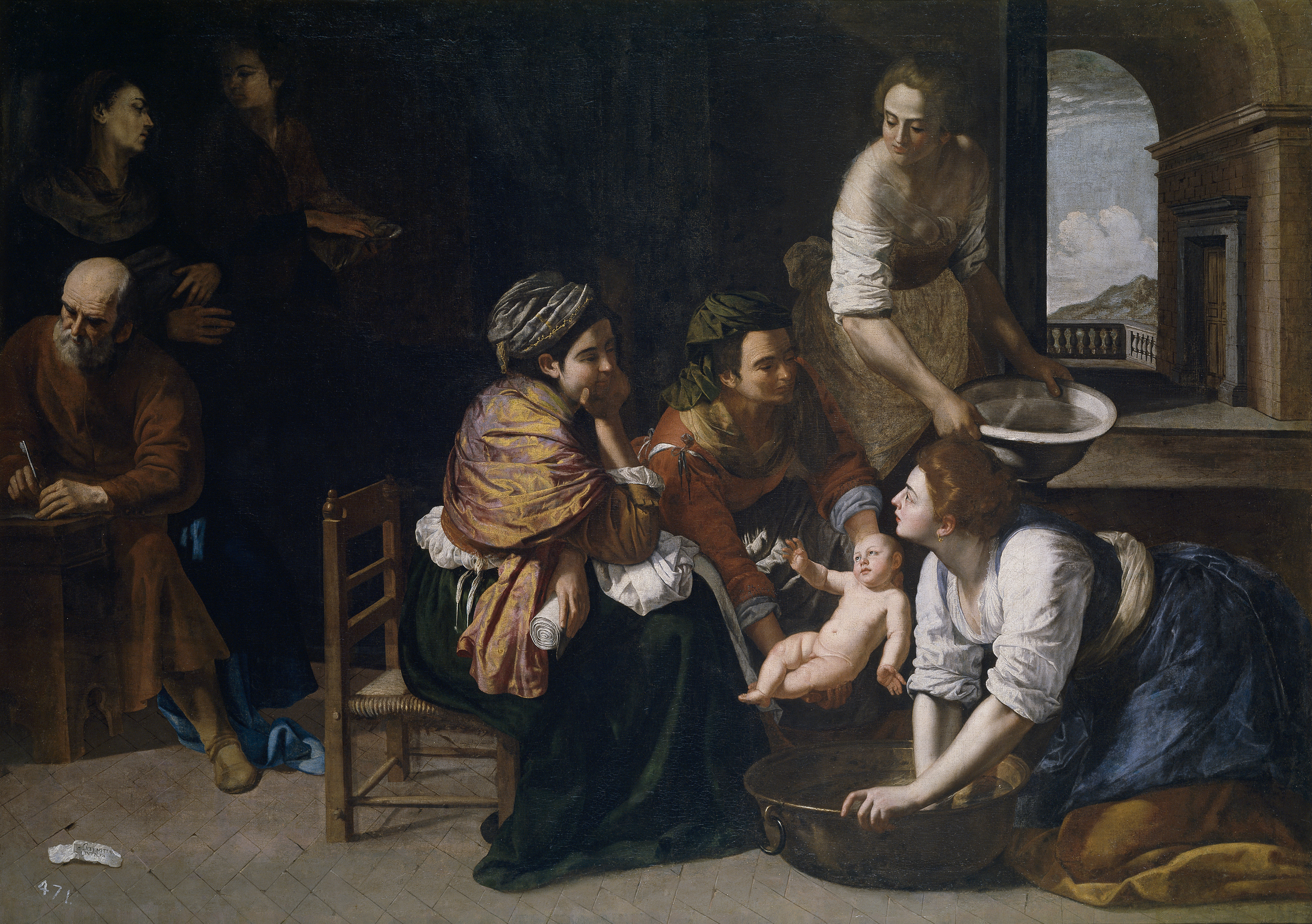
Nacimiento de San Juan Bautista (Artemisia Gentileschi), pintura de 1635
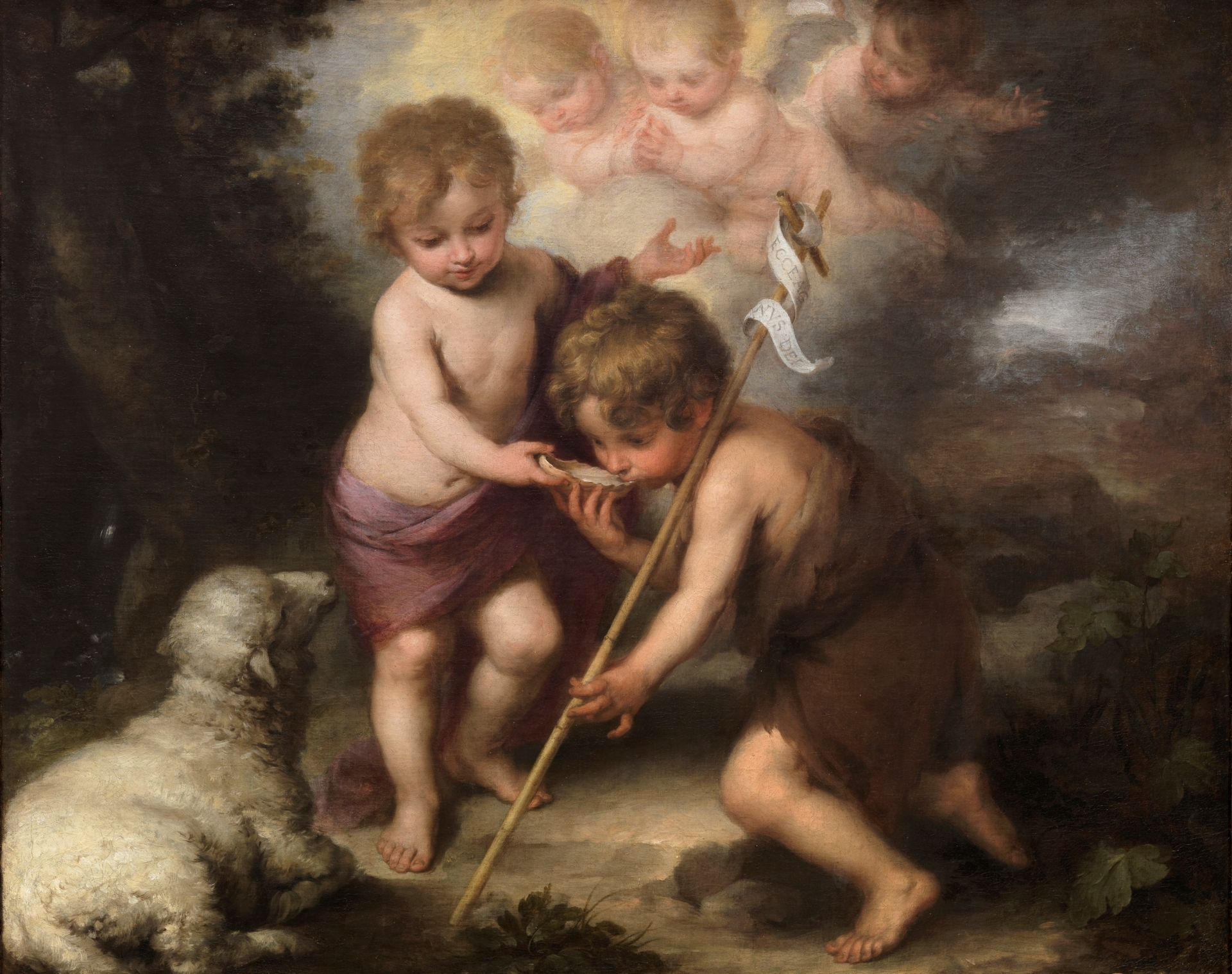
Juan y Jesús de niños en un cuadro de Murillo. Según el apócrifo sus madres eran parientes.
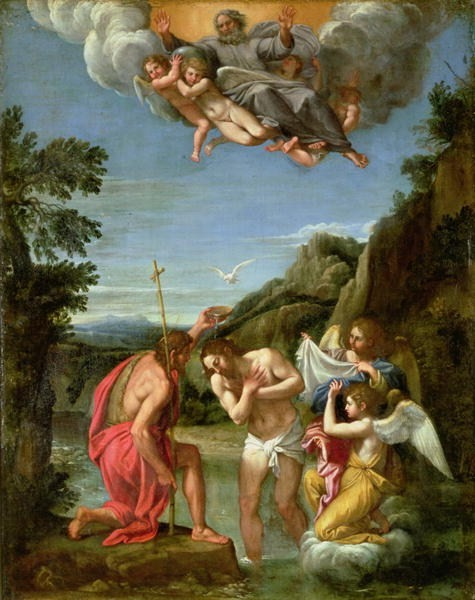
El bautismo de Cristo del siglo XVII de Francesco Albani
San Juan Bautizando a Cristo en el Jordán, por Francisco de Goya, 1780.
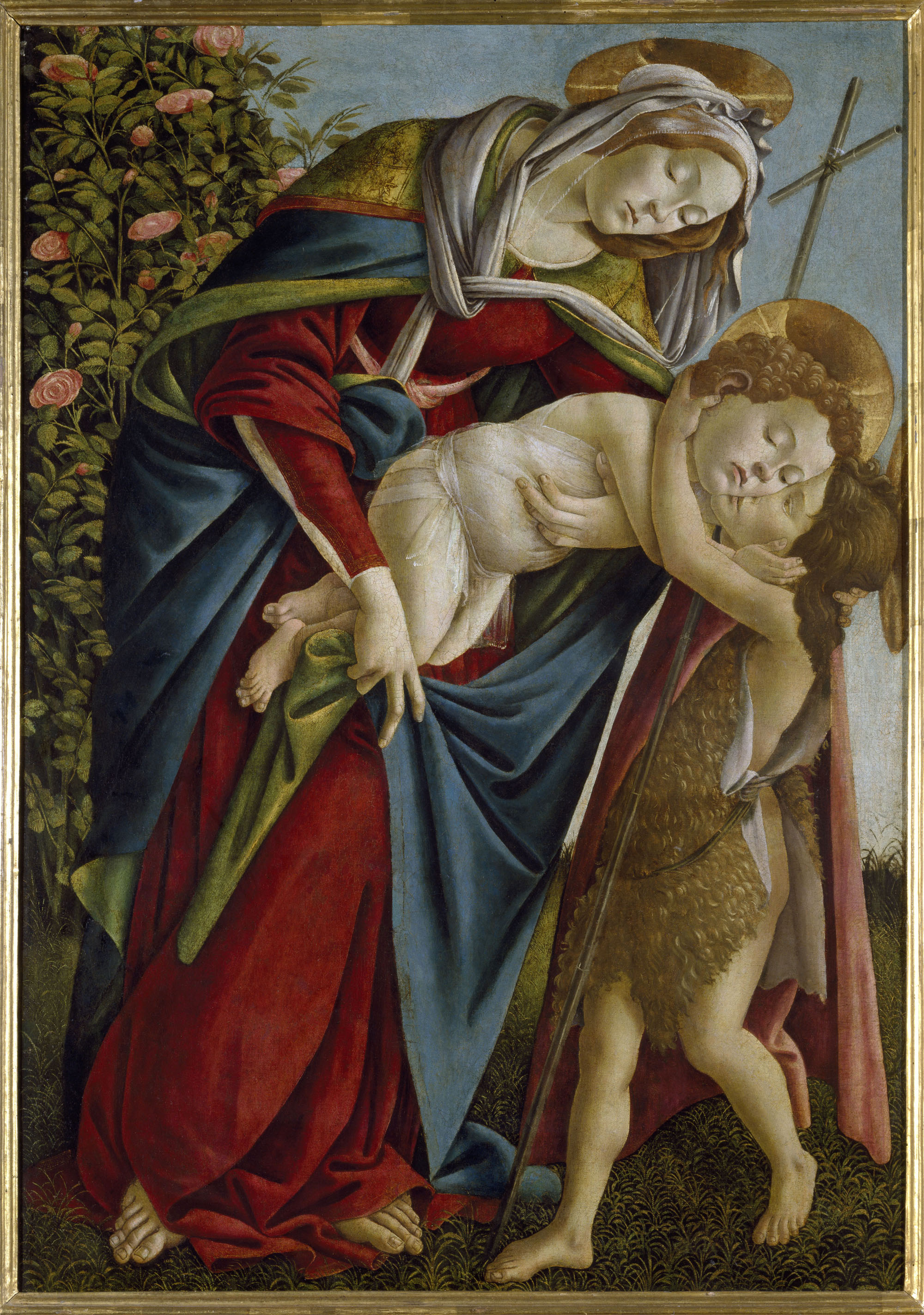
La Virgen con el Niño y San Juanito, de Sandro Botticelli, 1495, Palazzo Pitti.
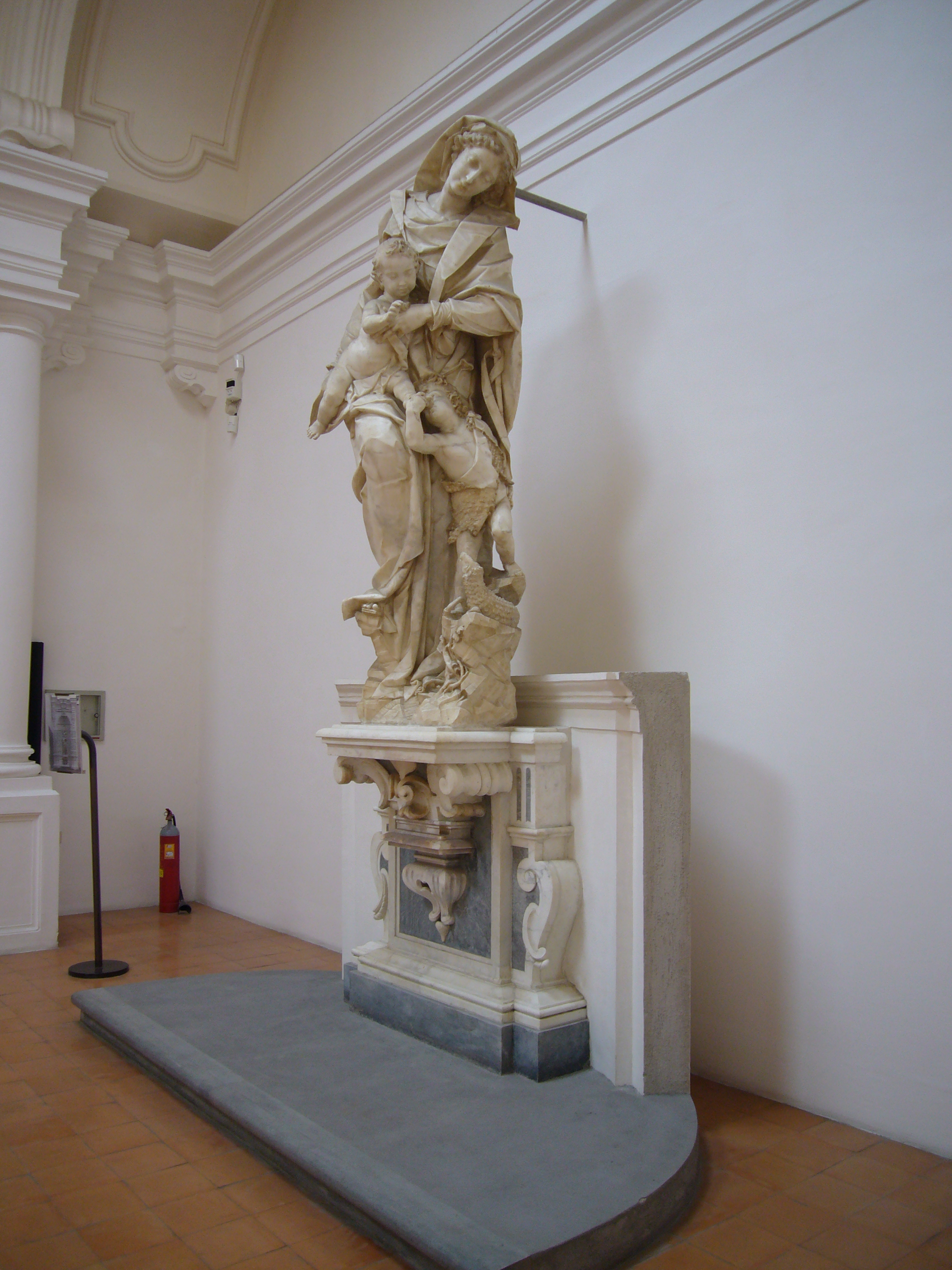
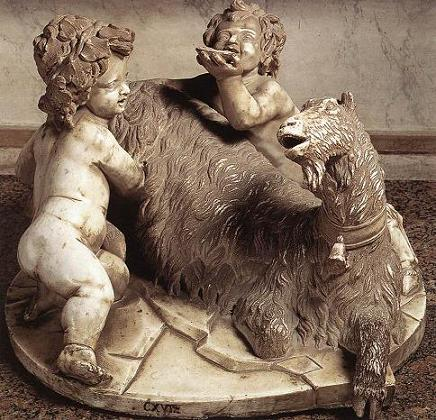
Del mismo autor, una escena mitológica de fácil comparación: La cabra Amaltea con Júpiter niño y un fauno.
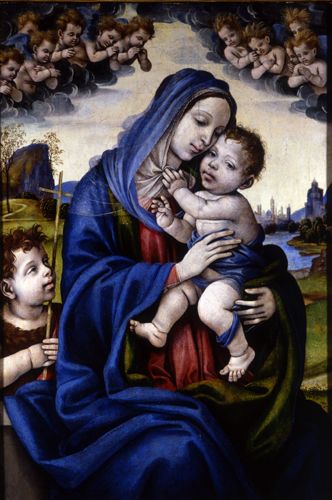
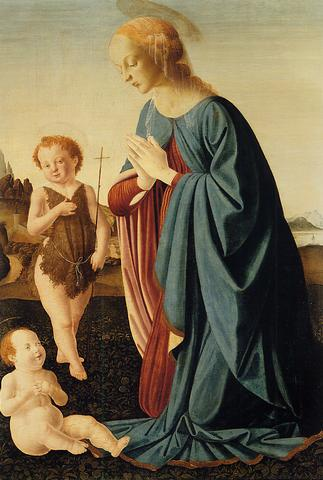
Virgen adorando al Niño con San Juanito
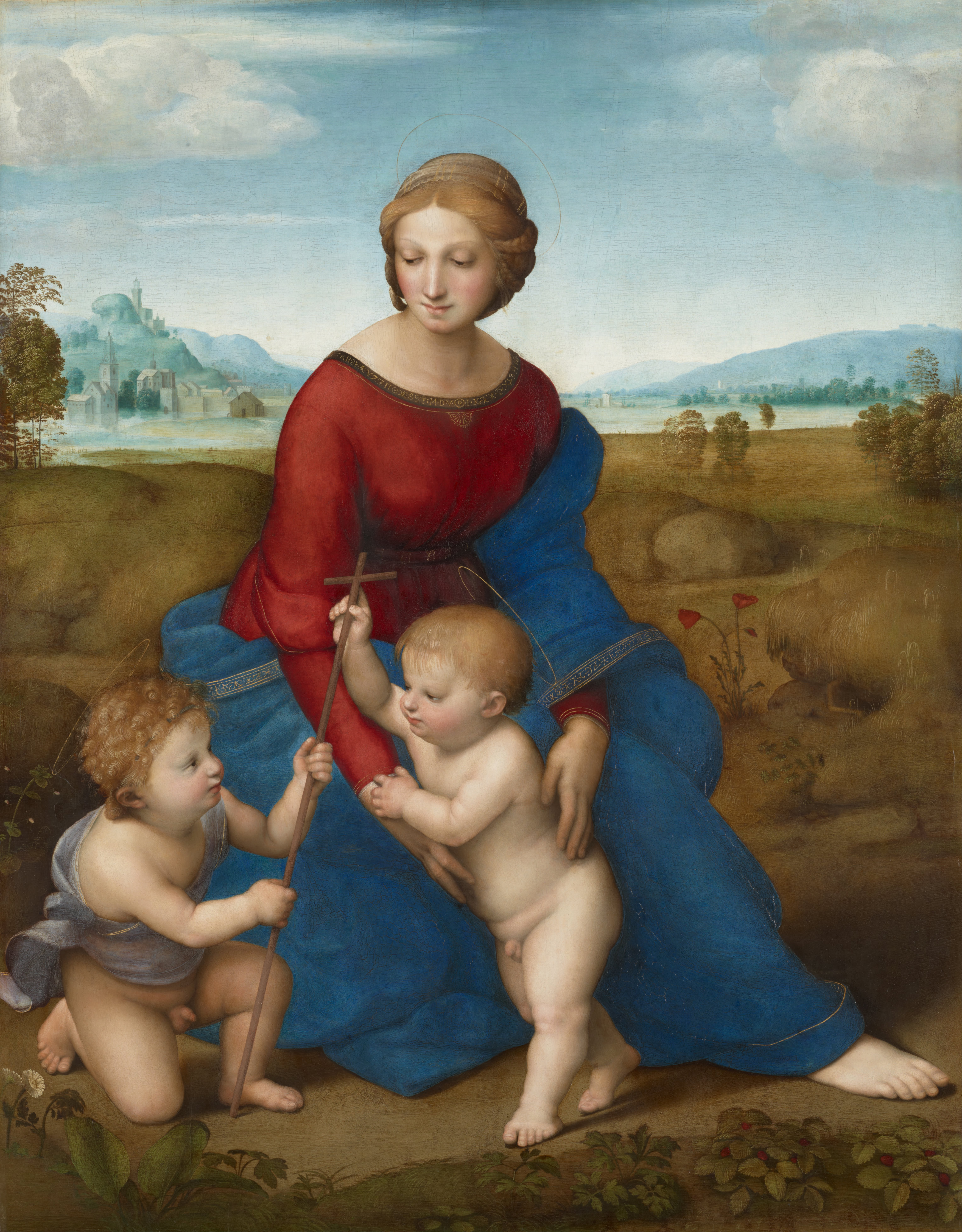
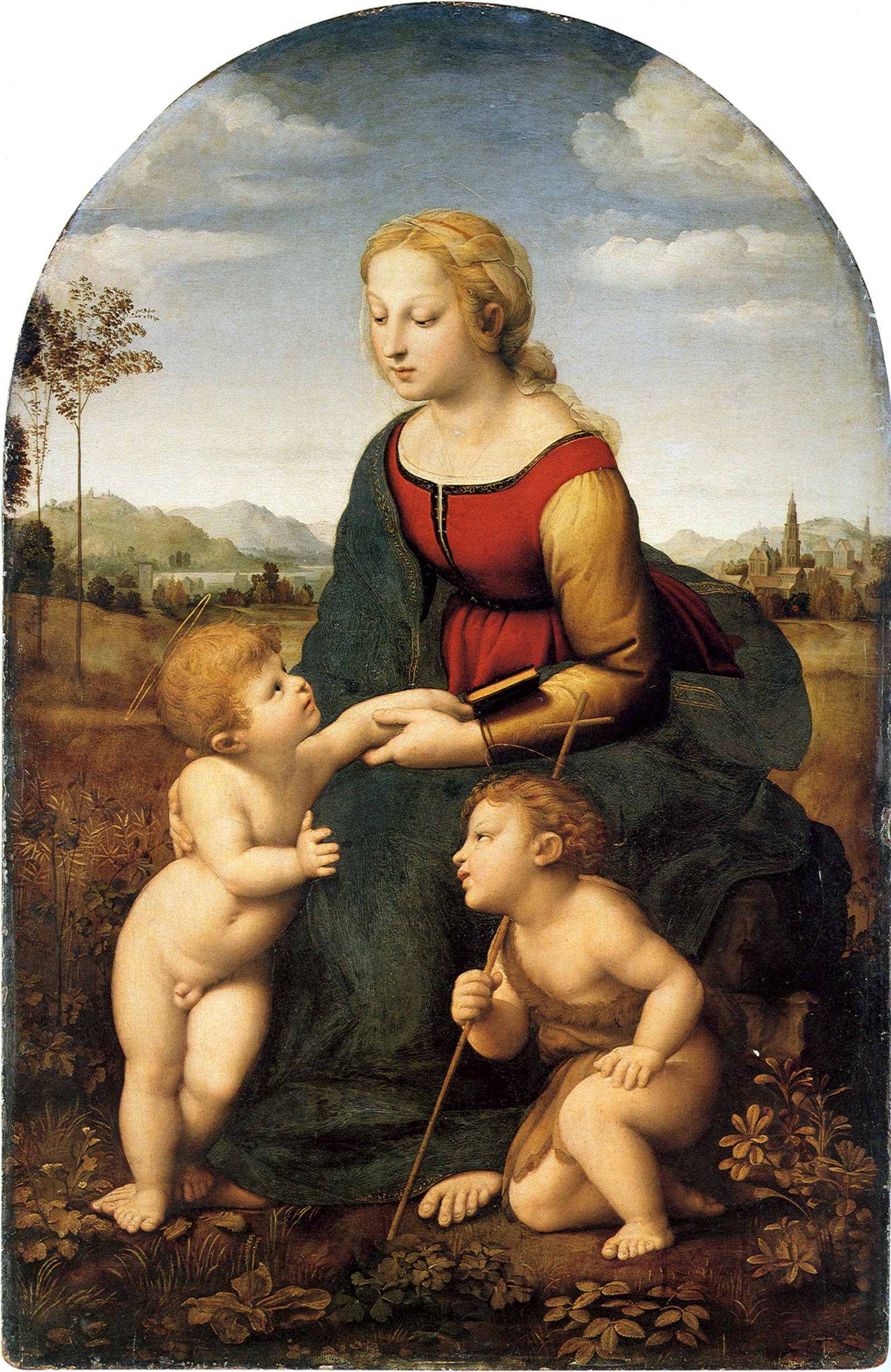
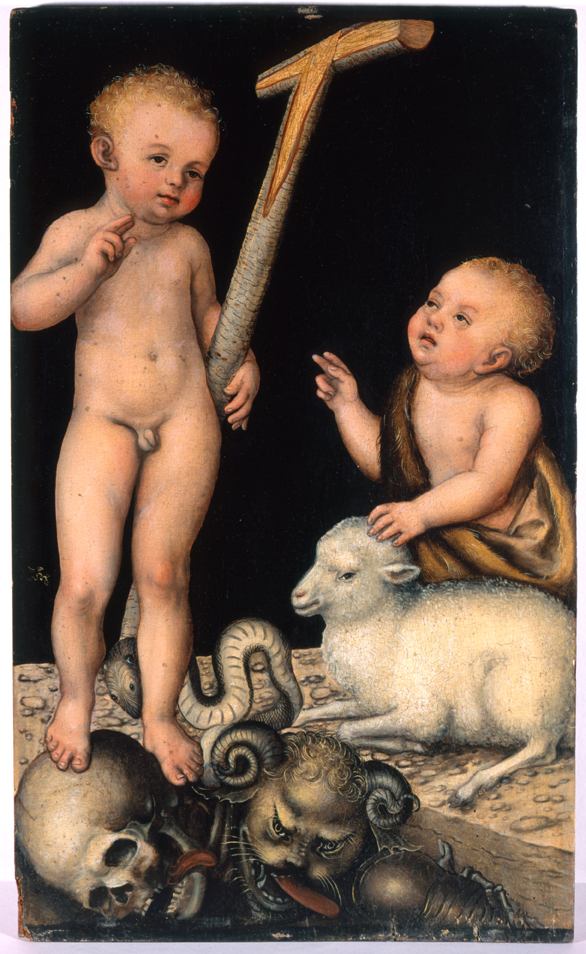
El niño Dios con San Juan Bautista, en el Museo Soumaya